# Råneå
Råneå (lulesamisk: Rávnna, finsk: Rauna og rånemål: Raan [Ráan]) er et byområde i Luleå kommun i Norrbottens län i Sverige. Byen har også heddet Rånbyn. I Råneå munder Råneälven ud i Bottenbugten.
Rundt om byområdet ligger byerne Strömsund, Jämtön, Vitå, Böle, Norra Prästholm, Södra Prästholm, Orrbyn, Niemisel og Avafors.

## Historie
Tidligere rummede byen savværk samt kostskole for alle länets elever med udviklingsforstyrrelse. Skofabrikken samt garveriet Lundin & Co. blev oprettet i 1883 og blev et firma i 1915. I 1947 havde fabrikken 40 industriarbejdere. Samme år fandtes en anden skofabrik, Bröderna Edfasts Skofabrik (oprettet i 1930) med 35 industriarbejdere.

### Administrative tilhørligheder
I forbindelse med at kommunalreformen fra 1862 trådte i kraft den 1. januar 1863 dannedes Råneå landskommun med Råneå som hovedby. Råneå landskommun blev opløst den 1. januar 1969 og indgik da i Luleå stad, som den 1. januar 1971 blev omdannet til Luleå kommun.

## Bebyggelsen
I Råneå findes supermarkeder, apotek, svømmehal, friluftsbad,, banker, bibliotek, kirke (Råneå kyrka). Byen har desuden en folkeskole fra 0. til 9. klasse, tre børnehaver samt plejehjem.

## Sport
Råneå har en idrætsforening som bedriver virksomhed indenfor basketball og fodbold, IFK Råneå. Fodboldholdet spiller i 5. division i herrefodbold og har desuden ungdomsfodbold. I Råneå ligger en idrætsplads, Råneå IP, samt en sportshal.